# Topógrafo

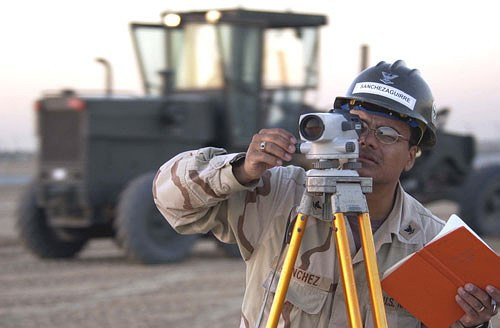

Profissional que trabalha geodésia inferior ou topografia. Geralmente efetua levantamentos topográficos, implantações na construção civil, nivelamentos, além de operar GPS.
O levantamento topográfico tem como objetivo mapear a superfície de um terreno. Tal mapeamento gera dados que posteriormente serão usados para a elaboração de plantas e perfis, representações gráficas das características do terreno.

## Alguns exemplos de trabalhos que pode realizar
- Arquitectonicos (interiores, fachadas, cortes e alçados);
- Projectos de Engenharia (esgotos, estradas etc.);
- Medição de áreas e volumes;
- Implantação de obras (urbanizações, saneamento básico, estruturas metálicas, edificações, modelação de terreno);
- Implantação e colocação de marcos de propriedade.